# Vickers 6-Ton
Vickers 6-Ton ili Vickers Mark E je bio britanski laki tenk dizajniran u razdoblju između dva svjetska rata. U prvoj inačici (Tip A, eng. Type A) je imao dvije kupole i u svakoj po jednu 7,7 mm Vickers strojnicu. U drugoj inačici (Tip B, eng. Type B) je imao jednu kupolu u koju je montiran top kalibra 47 mm i strojnica kalibra 7,7 mm. Iako je projektiran i proizveden u Ujedinjenom Kraljevstvu, nikada nije ušao u službu britanske vojske koja za njega nije bila zainteresirana. U to vrijeme (1930-ih) tenk je izazvao veliko zanimanje u drugim zemljama, a izvezen je u mnogo država uključujući SSSR, Poljsku, Bugarsku, Grčku, Finsku, Portugal, Boliviju, Tajland i Kinu.
U Sovjetskom Savezu je proizvođen pod licencom kao T-26 uz nekoliko preinaka. U Poljskoj je dizajn djelomično kopiran za njihov tenk 7TP.
Tenk je opsluživala posada od 3 člana. Za svoju veličinu je bio dobro oklopljen i naoružan. Zbog sigurnosti u slučaju požara, odjeljak za motor je bio odvojen od odjeljka za posadu. Radi lakše međusobne komunikacije posade ugrađen je laringofon (eng. Laryngophone).
Borbeno je prvi puta korišten u ratu za Chaco, u postrojbama Bolivijske vojske. Korišteni je na obje strane u Zimskom ratu, te u Španjolskom građanskom ratu. Tijekom njemačke invazije Poljske, Vickers 6-Ton i njegove inačice su činile većinu oklopnih snaga Poljske. Kinezi su ih koristili u ratu protiv Japana u Mandžuriji, a Tajland protiv istog protivnika u Indokini.

### Zajednički poslužitelj
|  | Zajednički poslužitelj ima još gradiva o temi Vickers 6-Ton |